# Eleonora Giovanardi
Eleonora Giovanardi (* 8. November 1982 in Reggio nell’Emilia) ist eine italienische Schauspielerin.

## Biografie
Im Jahr 2006, unmittelbar nach ihrem Literaturstudium, wurde sie am Paolo Grassi di Milano aufgenommen, wo sie 2008 ihren Abschluss machte. Ihr Debüt am Piccolo Teatro di Milano gab sie mit dem Stück Donna Rosita Nubile von Lluís Pasqual und wurde für diese Performance für den Goldenen Graal 2011 als beste Dramatikerin nominiert. Ebenfalls 2011 gründete sie in Reggio nell’Emilia mit drei weiteren Schauspielern die Firma TAP Ensemble - Compagnia di Teatro d’Arte Popolare.
In der Saison 2012 trat sie in der Show Crozza nel Paese delle Meraviglie von Maurizio Crozza auf. Im Jahr 2014 war sie die Protagonistin von Status, der ersten italienischen Web-Serie über die Welt der internationalen Zusammenarbeit, die ihr den Preis als beste italienische Schauspielerin beim Roma Web Fest 2015 und eine Nominierung beim San Francisco Web Fest einbrachte. Im Jahr 2016 spielte sie zusammen mit Checco Zalone im Film Der Vollposten und zu Weihnachten in Natale a Londra – Dio salvi la regina mit Lillo & Greg. Im Jahr 2018 erscheint sie im Video der Single Tutto tua madre von J-Ax.

## Filmografie

### Kino
- 2013: Italy amore mio
- 2014: Status (Web-Serie)
- 2016: Der Vollposten
- 2016: Natale a Londra – Dio salvi la regina
- 2018: Soledad

### Fernsehen
- 2009: I soliti idioti
- 2014–2015: PapàBlog auf Radiotelevisione Svizzera
- 2016: Io ci sono
- 2017: Die Toten von Turin

## Theater
- Donna Rosita Nubile von Lluís Pasqual
- Rifrazioni von Marco Di Stefano
- Tradimenti von Harold Pinter
- Studio sul Simposio di Platone von Federico Bellini
- PRiMIDIA-lagenesi von Francesca Sangalli
- Memorie di un pazzo von Nikolai Wassiljewitsch Gogol
- La Prova von Bruno Fornasari